# Lepidosaphes camelliae
Lepidosaphes camelliae är en insektsart som beskrevs av Hoke 1921. Lepidosaphes camelliae ingår i släktet Lepidosaphes och familjen pansarsköldlöss. Inga underarter finns listade i Catalogue of Life.